# Pacto de los Alcaldes
El Pacto de los Alcaldes es el principal movimiento europeo en el que participan las autoridades locales y regionales que han asumido el compromiso voluntario de mejorar la eficiencia energética y utilizar fuentes de energía renovable en sus territorios. Con su compromiso, los firmantes del Pacto se han propuesto superar el objetivo de la Unión Europea de reducir en un 20 % las emisiones de CO2 antes de 2020.
Tras adoptar el paquete de medidas de la UE sobre cambio climático y energía en 2008, la Comisión Europea presentó la iniciativa del Pacto de los Alcaldes con el fin de respaldar y apoyar el esfuerzo de las autoridades locales en la aplicación de políticas de energía sostenible.
Por sus características singulares (es la única iniciativa de este tipo que moviliza actores regionales y locales en torno al cumplimiento de los objetivos de la UE), las instituciones europeas definen el Pacto de los Alcaldes como un modelo excepcional de gobernanza multinivel.

## Firmantes del Pacto de los Alcaldes
Todas las autoridades locales europeas, independientemente de su tamaño – desde pueblos pequeños hasta capitales y áreas metropolitanas importantes - pueden registrarse como firmantes del Pacto de los Alcaldes.
Las ciudades, los pueblos y otras zonas urbanas desempeñan un papel de vital importancia en la lucha contra el cambio climático, puesto que consumen tres cuartas partes de la energía que produce la Unión Europea y son responsables de la misma proporción de emisiones de CO2. Además, las autoridades locales están en una posición idónea para modificar la conducta de los ciudadanos y abordar las cuestiones de índole energética y climática desde una perspectiva integrada, en particular, conciliando los intereses públicos y privados e incorporando los distintos aspectos de la energía sostenible a los objetivos generales de desarrollo a nivel local.
La adhesión al Pacto de los Alcaldes representa una oportunidad para las autoridades locales de reforzar las iniciativas de reducción de CO2 existentes en sus territorios, aprovechar el reconocimiento y el apoyo europeo e intercambiar experiencias con sus homólogos europeos.

## Compromisos formales
El alcance del Pacto de los Alcaldes va más allá de una simple declaración de intenciones. De hecho, para cumplir los ambiciosos objetivos de reducción de CO2 que ellos mismos han establecido, los firmantes se comprometen a seguir una serie de pasos, a presentar informes y a ser objeto de seguimientos periódicos relativos a sus actuaciones. Dentro de unos plazos preestablecidos, se comprometen formalmente a cumplir lo siguiente:
- Desarrollar estructuras administrativas adecuadas, incluyendo la asignación de recursos humanos suficientes para emprender las acciones necesarias;
- Elaborar un Inventario de Emisiones de Referencia;
- Presentar un Plan de Acción para la Energía Sostenible en el plazo de un año a partir de la fecha oficial de adhesión al Pacto de los Alcaldes en el que tendrán que exponer las medidas concretas que van a adoptar a fin de reducir las emisiones de CO2 en un 20 % como mínimo antes del año 2020;
- Presentar un informe de seguimiento al menos cada dos años a partir de la presentación del Plan de Acción para la Energía Sostenible a efectos de evaluación, seguimiento y verificación.

Para satisfacer la imperiosa necesidad de movilizar a las partes interesadas a nivel local en el desarrollo de los Planes de Acción para la Energía Sostenible, los firmantes también se comprometen a:
- Compartir experiencias y conocimientos especializados con otras autoridades locales;
- Organizar Días de la Energía Locales para sensibilizar a la ciudadanía en materia de desarrollo sostenible y eficiencia energética;
- Asistir o contribuir a la ceremonia anual del Pacto de los Alcaldes y a los talleres temáticos y reuniones de los grupos de discusión;
- Difundir el mensaje del Pacto en foros apropiados y, en particular, instar a otros alcaldes a que se adhieran al Pacto.

## Planes de Acción para la Energía Sostenible
Para alcanzar y superar los ambiciosos objetivos climáticos y energéticos establecidos por la Unión Europea, los firmantes del Pacto de los Alcaldes se comprometen a desarrollar un Plan de Acción para la Energía Sostenible (PAES) en el plazo de un año a partir de su adhesión a la iniciativa. Dicho plan de acción, aprobado por el consejo municipal, destaca las actividades y las medidas previstas por los firmantes para cumplir sus compromisos, y establece los plazos correspondientes y la asignación de responsabilidades.
Existen una serie de materiales de apoyo metodológico y tecnológico (entre ellos, la guía y el modelo del PAES, informes sobre metodologías y herramientas vigentes, etc.) que ofrecen orientación práctica y recomendaciones claras sobre el proceso de desarrollo del PAES en su conjunto. Este paquete de medidas de apoyo está basado en la experiencia práctica de las autoridades locales y ha sido desarrollado en estrecha colaboración con el Centro Común de Investigación de la Comisión Europea. Su objetivo es proporcionar a los firmantes del Pacto una serie principios fundamentales y una estrategia clara paso a paso. Todos los documentos se pueden descargar de la biblioteca del sitio web www.eumayors.eu.

## Coordinación y apoyo

### Coordinadores y promotores del pacto
Los firmantes del pacto no siempre disponen de las herramientas y los recursos adecuados para elaborar un inventario de emisiones de referencia, redactar el correspondiente Plan de Acción para la Energía Sostenible y financiar las actuaciones expresadas en este último. Por consiguiente, las provincias, regiones, redes y agrupaciones de municipalidades desempeñan un papel fundamental a la hora de contribuir a que los firmantes cumplan sus compromisos.
Los coordinadores del pacto son autoridades públicas pertenecientes a distintos niveles gubernamentales (nacional, regional, provincial) que ofrecen orientación estratégica a los firmantes, además de apoyo técnico y financiero, para desarrollar y ejecutar sus Planes de Acción para la Energía Sostenible. La Comisión distingue entre coordinadores territoriales, que son autoridades regionales descentralizadas, tales como provincias, regiones y agrupaciones públicas de municipalidades, y coordinadores nacionales, que son organismos públicos nacionales, tales como agencias de energía y ministerios de energía.
Los promotores del pacto son redes y asociaciones de autoridades locales a nivel nacional, regional y europeo que aprovechan sus actividades en materia de comunicación, redes de contactos y grupos de interés para promover la iniciativa del Pacto de los Alcaldes y apoyar los compromisos de los firmantes.

### Oficina del Pacto de los Alcaldes
La Oficina del Pacto de los Alcaldes (COMO) ofrece diariamente asistencia administrativa, técnica y promocional a los firmantes y a las partes interesadas del Pacto. Está administrada por un consorcio de redes de autoridades regionales y locales dirigido por Energy Cities y compuesto por CEMR, Climate Alliance, Eurocities y FEDARENE. La COMO está financiada por la Comisión Europea y es responsable de la coordinación general de la iniciativa.

### Marco institucional de la Unión Europea
Con el fin de apoyar la elaboración y ejecución de los Planes de Acción para la Energía Sostenible que han de presentar los firmantes, la Comisión Europea ha contribuido al desarrollo de una serie de mecanismos financieros orientados fundamentalmente a los firmantes del Pacto de los Alcaldes, entre los cuales cabe señalar el mecanismo ELENA (Asistencia Energética Local Europea), creado en colaboración con el Banco Europeo de Inversión y dirigido a proyectos de gran envergadura, y el mecanismo ELENA KfW, que ofrece, en colaboración con el grupo alemán KfW, un enfoque complementario para movilizar inversiones sostenibles de pequeñas y medianas municipalidades.
Además de la Comisión Europea, el Pacto recibe un respaldo total de instituciones como el Comité de las Regiones, que apoyó la iniciativa desde sus comienzos; el Parlamento Europeo, donde se celebraron las dos primeras ceremonias de firmas; y el Banco Europeo de Inversiones, que ayuda a las autoridades locales a liberar su potencial de inversión.

### Centro Común de Investigación
El Centro Común de Investigación de la Comisión Europea proporciona apoyo técnico y científico a la iniciativa. Trabaja en estrecha colaboración con la Oficina del Pacto de los Alcaldes para ofrecer directrices técnicas y modelos claros a los firmantes y contribuir al cumplimiento de los compromisos del Pacto de los Alcaldes, además de realizar un seguimiento de la ejecución y los resultados.